# Varningshadithen
Varningshadithen eller Yawm al-Indhar (arabiska: یوْمُ الْاِنذار), även känd som Inbjudan av Muhammeds nära släktingar (arabiska: دعوة ذو العشیرة, Da‘wat dhul-‘ashīrah), är en händelse som ägde rum under islams fjärde år, då den islamiske profeten Muhammed i koranvers 26:214 blev beordrad av Gud att varna sina nära släktingar i sin stam. Shiamuslimer använder denna hadith för att bevisa Ali ibn Abi Talibs rätt till att vara den rättmätige efterträdaren till Muhammed.

## Inbjudan av nära släktingar
Muhammed bjöd in folk till islam i hemlighet under tre år innan han började bjuda in dem öppet. Under islams fjärde år, när Muhammed beordrades att bjuda in sina nära släktingar till islam, samlade han klanen hashimiterna under en ceremoni. Under festmåltiden var han på väg att bjuda in dem till islam när Abu Lahab avbröt honom, varpå alla lämnade festmåltiden. Profeten beordrade Ali att bjuda in de 40 personerna igen. Den andra gången tillkännagav Muhammed islam för dem och bjöd in dem till religionen. Han sade till dem:
"Jag offrar tack till Allah för Hans barmhärtighet. Jag prisar Allah, och jag söker Hans vägledning. Jag tror på Honom och jag sätter min tillit till Honom. Jag vittnar om att det inte finns någon gud utom Allah; Han har inga kompanjoner; och jag är Hans sändebud. Allah har beordrat mig att bjuda in er till Hans religion genom att säga: "Och varna dina närmaste släktingar. Därmed varnar jag er, och kallar er till att vittna om att det inte finns någon gud utom Allah, och att jag är Hans sändebud. Abdul Muttalibs söner! Ingen har någonsin kommit till er med någonting bättre än vad jag har kommit till er med. Genom att acceptera det kommer er välfärd säkras i denna värld och i nästa värld. Vem av er kommer att stödja mig i att utföra detta viktiga ansvar? Vem kommer att dela på bördan av detta arbete med mig? Vem kommer att svara på min inbjudan? Vem kommer att bli min efterträdare, ställföreträdare och minister?
Ali var den enda som svarade på Muhammeds inbjudan. Muhammed sade till honom att sitta ned, sägande: "Vänta! Kanske kommer någon äldre än dig att svara på min inbjudan." Sedan frågade Muhammed hashimiterna en andra gång. Återigen var Ali den enda som svarade, och igen sade Muhammed till honom att vänta. Sedan frågade Muhammed hashimiterna en tredje gång. Ali var fortfarande den enda frivilliga. Denna gång accepterades Alis erbjudande av Muhammed. Muhammed drog [Ali] nära till sig, pressade honom mot sitt hjärta, och sade till samlingen: "Detta är min vesir, min efterträdare och min ställföreträdare. Lyssna på honom och lyd hans befallningar."" I en annan tradition, när Muhammed accepterade Alis ivriga erbjudande, slängde Muhammed "upp sina armar om den generöse ungdomen, och pressade honom mot sitt bröst" och sade: "Skåda min broder, min vesir, min ställföreträdare... Låt alla lyssna på hans ord, och lyd honom." Sir Richard Burton skriver om festmåltiden i sin bok år 1898, sägande: "Den vann för [Muhammad] en proselyt värd tusen sablar hos Alis, son till Abu Talib, person."